# 天宝陂
天宝陂，位于中国福建省福州市福清市音西镇音西村，为一个省级文物保护单位，类型为古建筑，为第五批福建省文物保护单位，公布时间为2001年1月20日。国际灌排委员会第71届执行理事会公布了2020年世界灌溉工程遗产名录，福清天宝陂成功入选，
天宝陂的历史年代为唐宋。